# Бистра (Бихор)
Бистра (рум. Bistra) насеље је у Румунији у округу Бихор у општини Попешти. Oпштина се налази на надморској висини од 176 m.

## Становништво
Према подацима из 2002. године у насељу је живело 1053 становника.

### Попис2002.
| Расподела становништва по националности 2002.‍ | Расподела становништва по националности 2002.‍ | Расподела становништва по националности 2002.‍ | Расподела становништва по националности 2002.‍ | Расподела становништва по националности 2002.‍ |
| --------------------------------------------- | --------------------------------------------- | --------------------------------------------- | --------------------------------------------- | --------------------------------------------- |
|                                               |                                               |                                               |                                               |                                               |
| Румуни                                        | Румуни                                        |                                               | 882                                           | 84,0%                                         |
| Мађари                                        | Мађари                                        |                                               | 11                                            | 1,0%                                          |
| Роми                                          | Роми                                          |                                               | 157                                           | 15,0%                                         |